# Monostegia
Monostegia är ett släkte av steklar som beskrevs av Costa 1859. Monostegia ingår i familjen bladsteklar.
Släktet innehåller bara arten Monostegia abdominalis.

## Bildgalleri

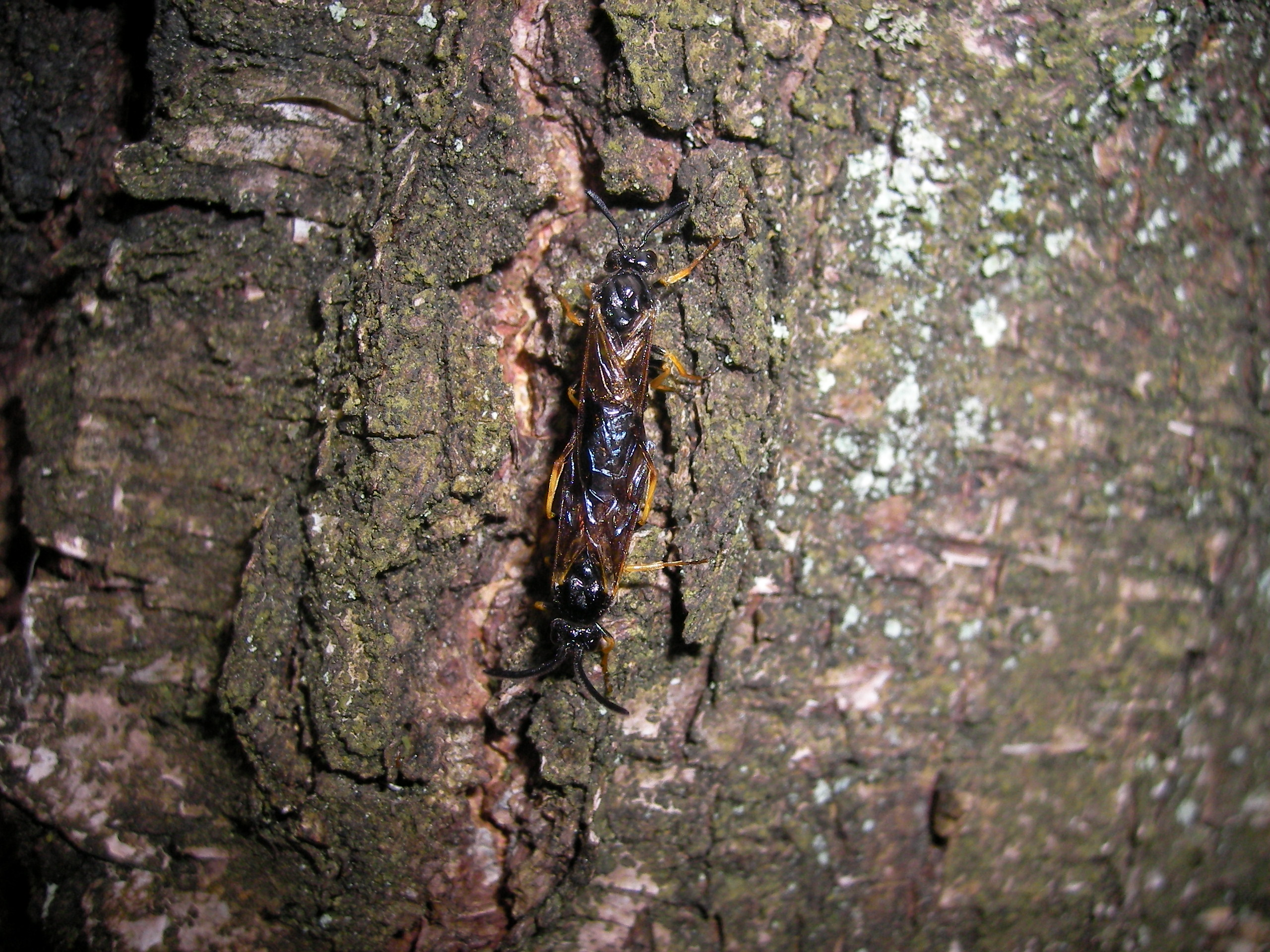
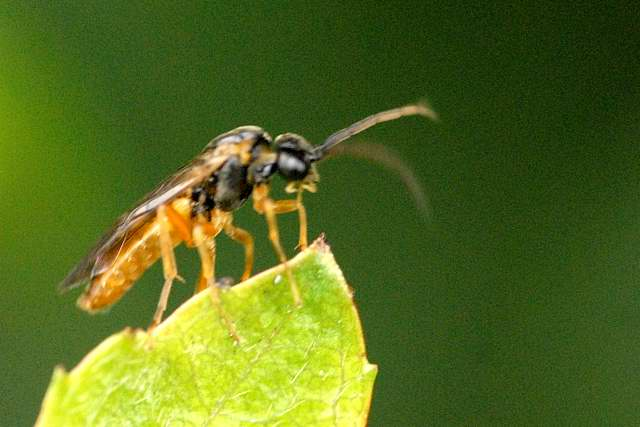
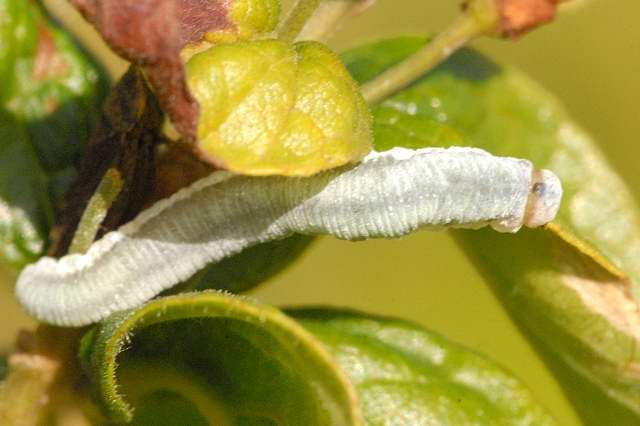
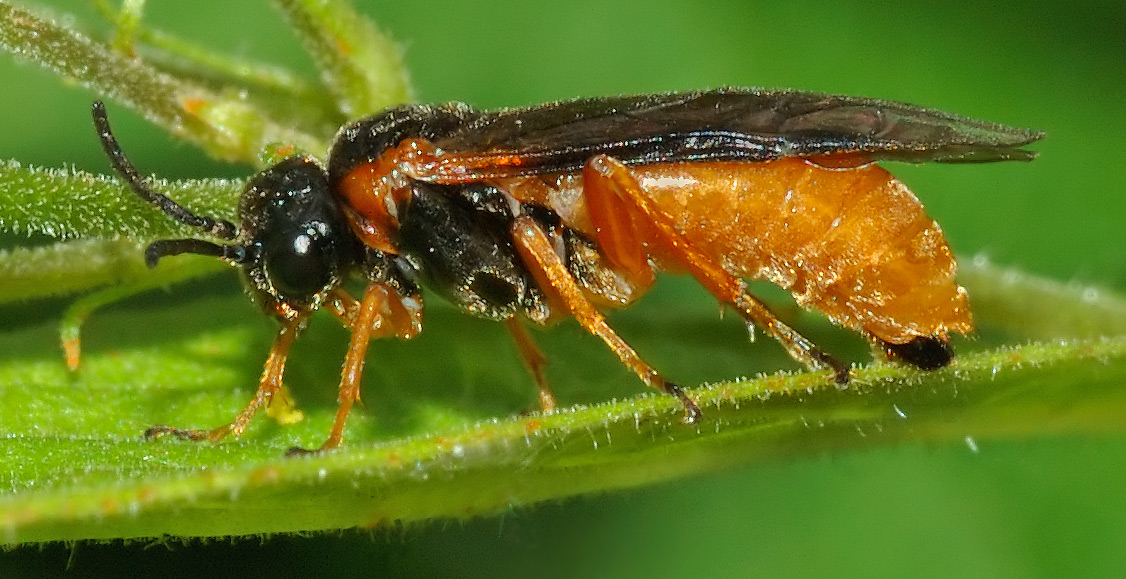